# Jacques Freyssinet
Jacques Freyssinet est un économiste français né en 1937 dont les travaux font autorité sur l'emploi et le chômage. Professeur émérite à l'université Paris I, il a été dernièrement président du conseil d'administration de l'Agence nationale pour l'emploi (ANPE) et directeur de l'Institut de recherches économiques et sociales (IRES).

## Biographie

### Débuts
Jacques Freyssinet a commencé sa carrière comme assistant à l’Institut du travail de Strasbourg, dirigé par Marcel David. Il venait tout juste de quitter l’UNEF dont il avait été l’un des présidents dans la période troublée de la guerre d'Algérie. 
Une fois l'agrégation de sciences économiques obtenue, il a été nommé professeur d'économie à l'université de Grenoble ; puis il a enseigné à l'université Paris I où il a dirigé l’Institut des sciences sociales du travail de 1979 à 1988. 
Il s'est confronté avec les rugosités de l'action économique et sociale en étant parallèlement président du Conseil d’administration de l’Agence nationale pour l'emploi de 1981 à 1987. 
Il a assuré de 1988 à 2002 la direction et l'animation scientifique d'une organisation originale rassemblant des syndicalistes et des chercheurs, l’Institut de recherches économiques et sociales (IRES).

### Activités présentes
Après sa retraite, en 2002, Jacques Freyssinet, du fait des dimensions de son expertise, a continué à être membre jusqu'en 2003 du Conseil d'analyse économique du Premier ministre. De plus, il a continué à être partie prenante de nombreuses organisations actives sur le front de la lutte contre le chômage et la pauvreté, comme l'Observatoire national de la pauvreté et de l'exclusion sociale (ONPES) jusqu'en 2006. Il est également toujours président du conseil scientifique d'un autre organisme de recherche proche de ses spécialités, le Centre d'étude de l'emploi (CEE), ceci depuis 2001.
Il a continué aussi à exercer des responsabilités au Conseil national de l'information statistique : après avoir été président de la formation Emploi - Revenus jusqu'en 2002, il a de plus exercé la présidence du groupe de travail « Niveaux de vie et inégalités sociales » mis en place en septembre 2005 et destiné à proposer de nouveaux moyens publics d'information sur les inégalités.

## Publications
- (2006) Travail et emploi en France. État des lieux et perspectives, La documentation française, Paris
- (2004-2007) Hétérogénéité du travail et organisation des travailleurs, Documents de travail IRES, fascicules 1 à 4
- (2004) Le Chômage, La Découverte, coll. « Repères », 10 éditions depuis 1984  (ISBN 2-7071-4335-9)
- (1997) « La Loi ‘Robien’ : rupture qualitative ou aubaine éphémère ? », La Revue de l’IRES, n° 23, Hiver 1997.
- (1997) Le Temps de travail en miettes : vingt ans de politique de l’emploi et de négociation collective, Éditions de l’Atelier, Paris
- (1996) « Les Jeunes face à l’emploi : l’apport de l’économie du travail » in Les Jeunes et l’emploi - Recherches pluridisciplinaires,Cahier Travail et Emploi, La Documentation Française, Paris
- (1991) Pour une prospective des métiers et des qualifications, Rapport du groupe de travail, Commissariat Général du Plan, La Documentation Française
- (1982) Politiques d’emploi des grands groupes français, Presses Universitaires de Grenoble